# Stanisław Drzewiecki
Stanisław Drzewiecki (Mosca, 15 luglio 1987) è un pianista e compositore russo naturalizzato polacco.

## Biografia
Vincitore di concorsi pianistici internazionali, è figlio dei pianisti Jarosław Drzewiecki e Tat'jana Šebanova.
Ha iniziato a studiare il pianoforte all'età di 4 anni sotto la guida della prof.ssa Ida Leščinskaja alla Scuola di Musica di Mosca. Fu educato sotto Vera Nosina, Tat'jana Šebanova e Viktor Meržanov. Nel 1992, all'età di cinque anni, ha fatto il suo esordio al P. Čajkovskij di Mosca.
Nel 1993 (all'età di sei anni) ha fatto il suo primo tour di concerti in Giappone, insieme all'Orchestra Filarmonica di Varsavia. L'anno dopo, ha fatto il suo esordio nel Concert Studio della Radio Polacca Witold Lutosławaking di Varsavia, dove durante un concerto trasmesso dalla TVP ha eseguito il concerto di Joseph Haydn con l'Orchestra Filarmonica di Varsavia diretta da Grzegorz Nowak. Nel 1995, all'età di otto anni, ha partecipato alla 5ª edizione di Bravo Bravissimo.
Drzewiecki era studente del Complesso delle scuole statali di musica n. 4 dal nome Karol Szymanowski a Varsavia nella classe di pianoforte di Tatiana Shebanova. Era anche studente dell'Università della Musica Fryderyk Chopin nella classe del prof. Andrzej Jasiński.
Si è esibito sui palcoscenici di Londra, Vancouver, Bergen, Tallinn, Vienna, Parigi, Madrid, Bruxelles e Mosca. Ha inaugurato la stagione concertistica a Basilea, 34º Bydgoski Festival Muzyczny, "10th Days of Theatre and Music" a Poznań, "Chopin Festival" in Canada, "Europalia 2001" in Belgio, "Polish Days" in Austria (2002), "French Radio Festival" a Montpellier, "Danish Radio Festival" a Copenaghen e "Festival delle Nazioni" in Germania. Nell'agosto 2002 ha suonato un concerto di Chopin, con l'accompagnamento di un'orchestra a Los Angeles.
Nel 2005 ha partecipato al 15º Concorso Chopin, che si è concluso nella prima fase.

## Vita privata
- Sua moglie è una pianista lettone, Jekaterina Drzewiecka, nata bosniaca.
- Stanisław Drzewiecki è anche il presidente di Drzewiecki Design, una società che sviluppa software per simulatori di volo.

## Premi e riconoscimenti parziali
- Vincitore del concorso pianistico a Mosca
- Gran Premio al Festival della Televisione Europea di Alicante, (Spagna)
- Nomination per il premio Fryderyk 1998 e '99
- Gran Premio della 10ª edizione dell'Eurovision Young Musicians a Bergen (Norvegia)
- Vincitore del "Passaporto Polityka" per l'anno 2000
- Borsista del Ministero della cultura e del patrimonio nazionale (Polonia)
- Borsista della Fondazione Ewa Czeszejko-Sochacka "Promocja Talentu"

## Discografia
- 1998: Piano Concertos (J. S. Bach, W. A. Mozart e L. van Beethoven)[1]
- 1999: My First Gift[1]
- 2000: Chopin – Piano Concerto & 12 Etudes[1]
- 2003: Liszt, Schumann – Romantic Piano Recital[2]
- 2004: W. A. Mozart K 242, 365, 446
- 2005: The Soul of Russia - Tchaikovsky & Shostakovich
- 2006: Chopin & Liszt – Selected Pieces
- 2006: Drzewiecki Plays in Atlanta (DVD)